# Voọc Lào
Voọc Lào (Trachypithecus laotum) là một loài động vật có vú trong họ Cercopithecidae, bộ Linh trưởng. Loài này được Thomas mô tả năm 1911.